# Epitome de Caesaribus
De Epitome de Caesaribus is een geschiedkundig werk geschreven in het Latijn door een anonieme schrijver in vermoedelijk begin vijfde eeuw. Een andere naam voor het boek is de Pseudo-Aurelius Victor omdat men eerst dacht dat het werk geschreven was door de geschiedschrijver Aurelius Victor.
Het werk bestaat uit 48 biografieën van Romeinse keizers. De eerste elf zijn vermoedelijk van de hand van Aurelius Victor en verhalen het leven van de keizers Augustus tot Domitianus. Van 12 tot 23 zijn de levens van Nerva tot Elagabalus. Van 24 tot 38 van keizer Severus Alexander tot  Marcus Aurelius Carus en zijn zonen. Van 39 tot 47 van keizer Diocletianus tot Gratianus.
Het 48e en laatste leven, dat van keizer Theodosius I, verschilt; het is langer, het vocabularium is anders en het was niet dezelfde auteur die het schreef.
Het werk is samengesteld uit verschillende bronnen, waarbij Enmanns Kaisergeschichte de belangrijkste is.